# كبير مسؤولي السعادة
كبير مسؤولي السعادة هو الموظف المسؤول عن سعادة العاملين في الشركة. 

## منشأ المسمى الوظيفي
يتوقع  أن منشأها أمريكا الشمالية، وتم استحداث وظائف كبير مسؤولي السعادة في الشركات الأوروبية والأمم المتحدة لضمان تلبية حاجات العاملين.

## في الثقافات الشعبية
لعبة بارانويا عام (1984) هي لعبة تقمص الأدوار على الطاولة، و يتعين على الشخصيات إنجاز «واجبات ممتعة إلزامية» (عرض لأول مرة في ملحق بارانويا الحادة، الذي نشر لأول مرة في عام 1986), أحد اللاعبين يكون المسؤول عن السعادة، وظيفته هي التأكد من أن العاملين الذين تحت إشرافه سعداء، والواقع المرير الموجود في اللعبة هو أنه يتوجب عليك أن تكون سعيداً وإلا ستعاقب بالقانون. إذا يتعين على كبير مسؤولي السعادة أن يستخدم أي وسيلة لجعل الجميع سعداء من الغناء في الجوقة لتحسين الروح المعنوية حتى الأدوية القوية للحفاظ على السعادة حتى أن كانت مصطنعة، لكن السعادة إلزامية.